# La Alfombra Roja Palace
La Alfombra Roja Palace (abreviada como La Alfombra Roja, o simplemente Alfombra Roja) fue un espacio de entretenimiento en directo para las noches de los sábados presentado por Berta Collado, Nerea Garmendia y Jota Abril que ofreció música, humor y actuaciones. Se emitió desde el 21 de marzo y hasta el 18 de abril de 2015 a partir de las diez de la noche, con una duración aproximada de tres horas y media. 
Es un programa de TVE en colaboración con Promociones Digitales Riazor S.L., que contó con las secciones Súperjuniors, Sueño Imposible, Alfombra Fashion y Paseo de las Estrellas.

## Producción
Tras las galas producidas por Moreno Sábado sensacional y la gala de Reyes, TVE encargó a la empresa de José Luis Moreno una temporada de 13 capítulos, a condición de que superaran un share de 12,5% para discutir su continuidad y con un mínimo de 4 episodios. El programa tenía un coste de 220.000 euros por capítulo.

## Presentadores
- Berta Collado
- Jota Abril
- Nerea Garmendia[4]
- Ximena Córdoba - Prog. 1

## Audiencias

### Temporada 1 (2015)
| Temporada | Temporada | Episodios | Estreno             | Final               | Audiencia media | Audiencia media | Audiencia media |
| Temporada | Temporada | Episodios | Estreno             | Final               | Espectadores    | Cuota           |                 |
| --------- | --------- | --------- | ------------------- | ------------------- | --------------- | --------------- | --------------- |
|           | 1         | 4         | 21 de marzo de 2015 | 18 de abril de 2015 | 777.000         | 5,8%            |                 |

| Programa | Día de emisión                      | Audiencia      |
| -------- | ----------------------------------- | -------------- |
| 1        | Sábado, 21 de marzo de 2015 (22h00) | 843.000 (5,8%) |
| 2        | Sábado, 28 de marzo de 2015 (22h00) | 816.000 (6,0%) |
| 3        | Sábado, 11 de abril de 2015 (22h00) | 736.000 (6,1%) |
| 4        | Sábado, 18 de abril de 2015 (22h00) | 715.000 (5,6%) |

## Críticas
El programa tuvo mala recepción, tanto por parte de la prensa como de los espectadores. En su primera emisión, en Twitter abundaron los comentarios sobre la mala calidad del programa y su estilo anticuado, argumentando que estaba retrocediendo al pasado por su similitud con Noche de Fiesta.
 El diario El País, calificó el programa de "absurdo", mientras que Hechos de Hoy lo calificó de "bodrio" y "vergonzoso".
Frente a las críticas, Moreno defendió su programa argumentando que "no es ofensivo para nadie." Tres días después, José Antonio Sánchez, presidente de RTVE, compareció en el Senado, teniendo que dar explicaciones sobre el programa.
Entre las críticas, la web Bluper publicó un artículo de opinión titulado "José Luis Moreno le vuelve a colar una vergonzosa gala a TVE" en la que criticó el programa y a Moreno. Al poco, Moreno demandó a la web por el tratamiento dado al programa.